# Mesonadata quinquemaculata
Mesonadata quinquemaculata är en fjärilsart som beskrevs av Sergius G. Kiriakoff 1960. Mesonadata quinquemaculata ingår i släktet Mesonadata och familjen tandspinnare. Inga underarter finns listade i Catalogue of Life.